# Барбара Рей-Вентър
Барбара Рей-Вентър (на английски: Barbara Rae-Venter) е новозеландско-американска биоложка и юристка.
Родена е в Окланд на 17 юли 1948 г.
През 1968 г. се премества в Съединените щати. Там се дипломира по психология и биохимия (1972), защитава докторат по биология в Калифорнийския университет – Сан Диего през 1976 г.
Работи като биолог, главно в областта на онкологията, в Института „Розуел Парк“ и в Тексаския университет, където завършва право.
След 1985 г. работи в Калифорния като патентен адвокат в областта на биотехнологиите, преподава в Станфордския университет през 1988 – 1990 г.
След пенсионирането си започва да се занимава любителски с генетична генеалогия, като работата ѝ в тази област довежда до разкриването след 2017 г. на извършителите на няколко серийни убийства, извършени десетилетия преди това.